# El retorn de Falcon
El retorn de Falcon (títol original en anglès, Falcon Rising) és una pel·lícula d'acció estatunidenca de 2014 dirigida per Ernie Barbarash i protagonitzada per Michael Jai White, Neal McDonough, Laila Ali i Masashi Odate. El retorn de Falcon pretenia ser la primera entrega de la franquícia d'acció Codename: Falcon de Moonstone Entertainment que giraria al voltant de l'antic personatge de la Marina John "Falcon" Chapman, "un antiheroi fosc impulsat per la culpa, que es destruirà a ell mateix tret que se li doni una altra cosa per destruir: una arma útil d'últim recurs per al ministeri d'Afers Exteriors". El retorn de Falcon va tenir una estrena limitada a les sales el 5 de setembre de 2014. S'ha doblat i subtitulat al català.

## Repartiment
- Michael Jai White com a John 'Falcon' Chapman
- Neal McDonough com a Manny Ridley
- Laila Ali com a Cindy Chapman
- Jimmy Navarro com a Thiago Santo
- Millie Ruperto com a Katarina Da' Silva
- Lateef Crowder com a Carlo Bororo
- Masashi Odate com a Hirimoto
- Hazuki Kato com a Tomoe